# Gran Premio di Monaco 1985
Il Gran Premio di Monaco 1985 è stata la quarta prova della stagione 1985 del Campionato mondiale di Formula 1. Si è corsa domenica 19 maggio 1985 sul Circuito di Monte Carlo. La gara è stata vinta dal francese Alain Prost su McLaren-TAG Porsche; per il vincitore si trattò del diciottesimo successo nel mondiale. Ha preceduto sul traguardo gli italiani Michele Alboreto su Ferrari ed Elio De Angelis, su Lotus-Renault. Per quest'ultimo si trattò dell'ultimo podio in una gara valida quale prova del campionato mondiale di Formula 1

## Vigilia

### Aspetti tecnici
La Ferrari impiegò dei turbo di minor dimensione, per poter sfruttare maggiore potenza ai bassi regimi. La vettura italiana venne modificata nelle sospensioni posteriori, abbassate. L'Alfa Romeo passò, definitivamente, all'impiego della iniezione Bosch.
La Renault, che vide alleggerite fino a 570 kg le monoposto, rifornì del nuovo propulsore EF15 anche Patrick Tambay. Tra le vetture clienti, ottennero il nuovo motore anche Ayrton Senna, alla Lotus, e Andrea De Cesaris, alla Ligier. Quest'ultima, grazie a una nuova scocca, presentava una monoposto più leggera di 30 kg.
La rientrante Toleman fece esordire la TG185, a motore Hart. La vettura era molto curata sull'aspetto aerodinamico: l'alettone anteriore era molto sagomato, al fine di migliore l'afflusso d'aria ai pontoni. Il condotto di raffreddamento dei freni anteriori migliorava il passaggio dell'aria nella zona anteriore agli pneumatici. La sospensione posteriore era ancorata in alto, al fine di possibile l'installazione di un estrattore d'aria monoblocco.

### Aspetti sportivi
All'indomani del Gran Premio d'Europa 1984, in una riunione a Parigi, la FISA pubblicò una ennesima bozza del calendario per il 1985. La grossa novità era l'esclusione del Gran Premio di Monaco. Il problema riguardava il contratto televisivo concluso dagli organizzatori della gara monegasca con il network statunitense ABC, che escludeva dagli introiti la FISA e la FOCA.
A novembre 1984 venne annunciato l'accordo tra la FISA e gli organizzatori del Gran Premio del Monaco, per la sua disputa il 19 maggio. La Federazione aveva recuperato la titolarità dei diritti televisivi della gara. La situazione rimase però in bilico. A fine novembre Michel Boeri, presidente dell'Automobile Club monegasco, decise di rivolgersi al tribunale civile di Parigi, al fine di far valere un accordo stipulato nel gennaio del 1984 con Bernie Ecclestone, che stabiliva la tenuta della gara, dietro il pagamento di 100.000 dollari. A questo ricorso reagì Jean-Marie Balestre, presidente della FISA ribandendo come le autorità sportive dovessero attenersi alle decisioni degli organismi sportivi, senza ricorre alla giustizia ordinaria. Il 19 febbraio 1985, proprio in seguito dell'azione legale intentata dall'Automobile Club di Monaco, la FISA lo espulse dalla sua organizzazione. In realtà tale misura non metteva in dubbio il gran premio, visto che sembrava certa la decisione degli organizzatori di acconsentire alle richieste della Federazione. Il 1º marzo, quando la FISA presentò il campionato mondiale alla stampa venne confermata la tenuta della gara monegasca, per il 19 maggio.
Rientrò in campionato la Toleman, che fino a quel momento non aveva potuto gareggiare, per l'assenza di un accordo con i fornitori degli pneumatici. La casa inglese rilevò il contratto che legava la Spirit, in grosse difficoltà economiche, e la Pirelli. La Toleman, che a inizio stagione aveva ingaggiato Stefan Johansson (passato nel frattempo alla Ferrari) e John Watson (impiegato nelle prove invernali), mise al volante della sola vettura iscritta Teo Fabi, già impiegato nella stagione 1982. La Spirit, in compenso, abbandonò, definitivamente, la Formula 1.
La griglia di partenza era limitata a 20 vetture, per cui 6 piloti non sarebbero stati ammessi alla gara.

## Qualifiche

### Resoconto
Al giovedì Ayrton Senna ottenne il miglior rilievo cronometrico, che gli valse anche il record della pista. Il brasiliano precedette di quasi mezzo secondo Riccardo Patrese. Il buon exploit dell'Alfa Romeo fu confermato dal sesto posto di Eddie Cheever. Alle spalle del pilota padovano si classificarono Alain Prost e Michele Alboreto. Il ferrarista si lamentò del traffico trovato nei suoi giri migliori. Peggio andò all'altro pilota della casa di Maranello, Stefan Johansson, decimo, penalizzato da un malfunzionamento del sistema frenante.
Niki Lauda finì contro un marciapiede e subì un trauma a un pollice, mentre Keke Rosberg ruppe diverse turbine del motore Honda della sua Williams; ruppe il propulsore anche Pierluigi Martini, della Minardi.
Senna si confermò il più veloce anche dopo la sessione del sabato, conquistando la terza pole position consecutiva. Il comportamento del brasiliano venne però fortemente criticato da alcuni suoi colleghi, per averli voluti rallentare nei loro giri migliori. Alle spalle del pilota della Lotus si posizionò Nigel Mansell, staccato di soli 86 millesimi, mentre terzo chiuse Alboreto. Il pilota della Ferrari ottenne un tempo più alto di quello delle libere del mattino (in prova libera Alboreto aveva chiuso con 1'20"285), e fu tra quelli che accusò Senna di averlo ostacolato, ipotizzando di poter scendere anche sotto il minuto e 20. Il pilota milanese, che aveva anche il miglior tempo nella prima fase della sessione, affermò che il brasiliano l'aveva rallentato volontariamente in diverse occasioni, tanto che nell'ultimo giro il ferrarista aveva costretto il pilota della Lotus ad andare lungo alla Rascasse. Alle accuse di Alboreto si associarono i due piloti della McLaren.
Confermò la buona adattabilità alla pista l'Alfa Romeo, grazie al quarto tempo di Eddie Cheever, così come fu competitiva ancora l'Arrows, col sesto tempo di Thierry Boutsen, subito alle spalle di Alain Prost che, come sempre in qualifica, era penalizzato dal motore.
Fu meno fortunato Elio De Angelis, compagno di Senna, che venne limitato da problemi al motore e al differenziale, chiudendo nono. Stefan Johansson, compagno di team di Alboreto, che colse solo il quindicesimo tempo, fu anche protagonista di un tamponamento con Teo Fabi. Anche Pierluigi Martini fu protagonista di un incidente, ma nelle libere del mattino: uscendo di pista alla Santa Devota il pilota della Minardi si procurò una piccola ferita e una contusione al ginocchio, che non gli consentirono di cercare la qualificazione. Sempre al sabato mattino Andrea De Cesaris aveva sbattuto violentemente al Massenet, tanto da dover affrontare le qualificazioni col muletto.
Oltre a Martini, non ottennero la qualificazione le due RAM, Piercarlo Ghinzani, François Hesnault e Stefan Bellof.

### Risultati
I risultati delle qualifiche furono i seguenti:
| Pos                     | Nº | Pilota             | Costruttore            | Tempo    | Griglia |
| ----------------------- | -- | ------------------ | ---------------------- | -------- | ------- |
| 1                       | 12 | Ayrton Senna       | Lotus-Renault          | 1'20"450 | 1       |
| 2                       | 5  | Nigel Mansell      | Williams-Honda         | 1'20"536 | 2       |
| 3                       | 27 | Michele Alboreto   | Ferrari                | 1'20"563 | 3       |
| 4                       | 23 | Eddie Cheever      | Alfa Romeo             | 1'20"729 | 4       |
| 5                       | 2  | Alain Prost        | McLaren-TAG Porsche    | 1'20"885 | 5       |
| 6                       | 18 | Thierry Boutsen    | Arrows-BMW             | 1'21"302 | 6       |
| 7                       | 6  | Keke Rosberg       | Williams-Honda         | 1'21"320 | 7       |
| 8                       | 25 | Andrea De Cesaris  | Ligier-Renault         | 1'21"347 | 8       |
| 9                       | 11 | Elio De Angelis    | Lotus-Renault          | 1'21"465 | 9       |
| 10                      | 16 | Derek Warwick      | Renault                | 1'21"531 | 10      |
| 11                      | 17 | Gerhard Berger     | Arrows-BMW             | 1'21"665 | 11      |
| 12                      | 22 | Riccardo Patrese   | Alfa Romeo             | 1'21"813 | 12      |
| 13                      | 7  | Nelson Piquet      | Brabham-BMW            | 1'21"817 | 13      |
| 14                      | 1  | Niki Lauda         | McLaren-TAG Porsche    | 1'21"907 | 14      |
| 15                      | 28 | Stefan Johansson   | Ferrari                | 1'22"635 | 15      |
| 16                      | 26 | Jacques Laffite    | Ligier-Renault         | 1'22"880 | 16      |
| 17                      | 15 | Patrick Tambay     | Renault                | 1'22"912 | 17      |
| 18                      | 3  | Martin Brundle     | Tyrrell-Ford Cosworth  | 1'23"827 | 18      |
| 19                      | 30 | Jonathan Palmer    | Zakspeed               | 1'23"840 | 19      |
| 20                      | 19 | Teo Fabi           | Toleman-Hart           | 1'23"965 | 20      |
| Vetture non qualificate |    |                    |                        |          |         |
| NQ                      | 24 | Piercarlo Ghinzani | Osella-Alfa Romeo      | 1'24"071 | NQ      |
| NQ                      | 4  | Stefan Bellof      | Tyrrell-Ford Cosworth  | 1'24"236 | NQ      |
| NQ                      | 10 | Philippe Alliot    | RAM-Hart               | 1'24"763 | NQ      |
| NQ                      | 9  | Manfred Winkelhock | RAM-Hart               | 1'24"764 | NQ      |
| NQ                      | 8  | François Hesnault  | Brabham-BMW            | 1'25"068 | NQ      |
| NQ                      | 29 | Pierluigi Martini  | Minardi-Motori Moderni | 6'41"037 | NQ      |

## Gara

### Resoconto
Prima della partenza Patrick Tambay decise di affrontare la gara col muletto, dotato del più vecchio motore Renault EF14 bis; anche Elio De Angelis, della Lotus, optò per montare un'unità di quel tipo, in luogo del più nuovo EF15.
Ayrton Senna riuscì a resistere all'attacco di Nigel Mansell; seguivano Michele Alboreto, Alain Prost ed Eddie Cheever. A metà plotone Gerhard Berger mancò la partenza: Stefan Johansson tamponò Tambay che, a sua volta, colpì la vettura di Berger. Per gli ultimi due la gara finì subito. Johansson, con le sospensioni danneggiate, abbandonò poco dopo.
Al termine del secondo giro Alboreto riuscì a strappare la seconda posizione a Mansell, attaccandolo alla Santa Devota. Il britannico, al termine dello stesso giro, cedette la terza piazza a Prost, sul rettilineo d'arrivo. Il giro successivo anche Cheever riuscì a passare Mansell, che scontava dei problemi ai freni, tanto da essere sorpassato anche da De Angelis e Rosberg. La gara del pilota della Alfa Romeo terminò, di fatto, all'ottavo giro, quando fu costretto ai box per un guasto all'alternatore. Giunto ai box, spinto dai commissari per raggiungere la piazzola della sua scuderia, riuscì anche a ripartire, prima di abbandonare, dopo qualche giro.
Al decimo giro Senna comandava, con meno di due secondi di vantaggio su Alboreto. Prost era staccato di 8 secondi, Elio De Angelis era quarto, staccato di oltre sedici, e precedeva Keke Rosberg e Nigel Mansell. Il brasiliano della Lotus fu costretto all'abbandono, per un guasto al motore, al quattordicesimo giro. Probabilmente il motore era stato rovinato da un fuori giri, accaduto nel corso del warm up.
Al diciassettesimo giro Nelson Piquet attaccò Riccardo Patrese sul rettilineo dei box: giunti alla prima staccata le due vetture vennero a contatto. Piquet colpì le barriere con le sospensioni anteriori, mentre Patrese finì contro le stesse, col musetto. L'Alfa Romeo del pilota padovano rimbalzò, colpendo quella del brasiliano. Sulla Brabham vi furono delle fiamme, ma senza conseguenze per i piloti. Fabi, che seguiva i due, riuscì a passare indenne, mentre Jacques Laffite fu autore di un testacoda, senza conseguenze. 
Alboreto, che era vicino al doppiaggio, si trovò in una situazione di incertezza, scivolò sull'olio perduto da Patrese, e ciò permise a Prost di passare al comando. Giunto sul posto, poco dopo, ove non era segnalata la presenza d'olio, Niki Lauda perse il controllo della sua vettura, terminando contro le barriere, e dovendosi ritirare.
Il ferrarista si pose subito all'inseguimento di Prost, riuscendo a porsi a meno di un secondo dal francese, che comunque aveva dei problemi col turbo. Quando Prost, al ventiquattresimo giro, mancò una marcia, Alboreto si riprese la testa della gara. Alle spalle dei primi due c'era De Angelis, seguito da Rosberg, De Cesaris, Warwick e Mansell. Anche Rosberg, come il suo compagno di scuderia Mansell, scontò dei guai ai freni, e dovette cedere la posizione a De Cesaris e a Warwick.
Un nuovo colpo di scena avvenne al trentaduesimo giro. Alboreto colpì il marciapiede al Loews, subendo una foratura lenta, che lo costrinse al cambio gomme. Il pilota milanese scese in quarta posizione. Al trentanovesimo giro Alboreto fu capace di passare De Cesaris al Mirabeau. Nel frattempo Prost risolse i problemi al turbo, e poté controllare il comportamento della sua vettura più facilmente.
Al quarantasettesimo passaggio Rosberg cedette la posizione a Mansell. Pochi giri dopo il finlandese entrò ai box, per il cambio degli pneumatici, uscendo dalla zona dei punti. Alboreto proseguì a grande ritmo, recuperando diversi secondi su De Angelis. Ormai giunto alle spalle del connazionale, i due evitarono il contatto con Jonathan Palmer, partito in testacoda. Il giro successivo Alboreto passò De Angelis alla Santa Devota.
Negli ultimi giri della gara la pioggia fece la sua apparizione sul tracciato. Questo costrinse i piloti a rallentare il ritmo. De Angelis lo rallentò più deli altri, a causa di un problema ai freni. Al settantacinquesimo giro Mansell andò in testacoda all'uscita del tunnel. Fortunosamente la sua vettura non toccò le barriere, permettendo al pilota di proseguire il gran premio. Due giri dopo il britannico perse la posizione, a favore di Jacques Laffite.
Alain Prost fece sua la vittoria per la diciottesima volta nel mondiale. Completarono il podio Alboreto e De Angelis, quest'ultimo per l'ultima volta tra i primi tre.

### Risultati
I risultati del gran premio furono i seguenti:
| Pos | Nº | Pilota             | Costruttore            | Giri | Tempo/Ritiro             | Griglia | Punti |
| --- | -- | ------------------ | ---------------------- | ---- | ------------------------ | ------- | ----- |
| 1   | 2  | Alain Prost        | McLaren-TAG Porsche    | 78   | 1h51'58"034              | 5       | 9     |
| 2   | 27 | Michele Alboreto   | Ferrari                | 78   | + 7"541                  | 3       | 6     |
| 3   | 11 | Elio De Angelis    | Lotus-Renault          | 78   | + 1'27"171               | 9       | 4     |
| 4   | 25 | Andrea De Cesaris  | Ligier-Renault         | 77   | + 1 giro                 | 8       | 3     |
| 5   | 16 | Derek Warwick      | Renault                | 77   | + 1 giro                 | 10      | 2     |
| 6   | 26 | Jacques Laffite    | Ligier-Renault         | 77   | + 1 giro                 | 16      | 1     |
| 7   | 5  | Nigel Mansell      | Williams-Honda         | 77   | + 1 giro                 | 2       |       |
| 8   | 6  | Keke Rosberg       | Williams-Honda         | 76   | + 2 giri                 | 7       |       |
| 9   | 18 | Thierry Boutsen    | Arrows-BMW             | 76   | + 2 giri                 | 6       |       |
| 10  | 3  | Martin Brundle     | Tyrrell-Ford Cosworth  | 74   | + 4 giri                 | 18      |       |
| 11  | 30 | Jonathan Palmer    | Zakspeed               | 74   | + 4 giri                 | 19      |       |
| Rit | 1  | Niki Lauda         | McLaren-TAG Porsche    | 17   | Testacoda                | 14      |       |
| Rit | 22 | Riccardo Patrese   | Alfa Romeo             | 16   | Collisione con N.Piquet  | 12      |       |
| Rit | 7  | Nelson Piquet      | Brabham-BMW            | 16   | Collisione con R.Patrese | 13      |       |
| Rit | 19 | Teo Fabi           | Toleman-Hart           | 16   | Turbo                    | 20      |       |
| Rit | 12 | Ayrton Senna       | Lotus-Renault          | 13   | Motore                   | 1       |       |
| Rit | 23 | Eddie Cheever      | Alfa Romeo             | 10   | Alternatore              | 4       |       |
| Rit | 28 | Stefan Johansson   | Ferrari                | 1    | Collisione alla partenza | 15      |       |
| Rit | 17 | Gerhard Berger     | Arrows-BMW             | 0    | Collisione alla partenza | 11      |       |
| Rit | 15 | Patrick Tambay     | Renault                | 0    | Collisione alla partenza | 17      |       |
| NQ  | 24 | Piercarlo Ghinzani | Osella-Alfa Romeo      |      |                          |         |       |
| NQ  | 4  | Stefan Bellof      | Tyrrell-Ford Cosworth  |      |                          |         |       |
| NQ  | 10 | Philippe Alliot    | RAM-Hart               |      |                          |         |       |
| NQ  | 9  | Manfred Winkelhock | RAM-Hart               |      |                          |         |       |
| NQ  | 8  | François Hesnault  | Brabham-BMW            |      |                          |         |       |
| NQ  | 29 | Pierluigi Martini  | Minardi-Motori Moderni |      |                          |         |       |

## Classifiche Mondiali

### Piloti
| Pos. | Pilota            | Punti |
| ---- | ----------------- | ----- |
| 1    | Elio De Angelis   | 20    |
| 2    | Michele Alboreto  | 18    |
| 3    | Alain Prost       | 18    |
| 4    | Patrick Tambay    | 10    |
| 5    | Ayrton Senna      | 9     |
| 6    | Thierry Boutsen   | 6     |
| 7    | Nigel Mansell     | 4     |
| 8    | René Arnoux       | 3     |
| 9    | Niki Lauda        | 3     |
| 10   | Andrea De Cesaris | 3     |
| 11   | Jacques Laffite   | 2     |
| 12   | Derek Warwick     | 2     |
| 13   | Stefan Bellof     | 1     |
| 14   | Stefan Johansson  | 1     |

### Costruttori
| Pos | Team                  | Punti |
| --- | --------------------- | ----- |
| 1   | Lotus-Renault         | 29    |
| 2   | Ferrari               | 22    |
| 3   | McLaren-TAG Porsche   | 21    |
| 4   | Renault               | 12    |
| 5   | Arrows-BMW            | 6     |
| 6   | Ligier-Renault        | 5     |
| 7   | Williams-Honda        | 4     |
| 8   | Tyrrell-Ford Cosworth | 1     |